# Yōji Itō
Yōji Itō (伊藤 庸二, Itō Yōji) (5 mars 1901 - 9 mai 1955) est un ingénieur et physicien japonais qui a joué un rôle central dans le développement du magnétron et du radar au Japon.

## Biographie
Yōji Itō est né et a grandi à Onjuku, un village de pêcheurs de la préfecture de Chiba. Son père est instituteur et l'encourage à s'intéresser à la science et aux mathématiques. Diplômé en électrotechnique de l'université impériale de Tokyo, il est intégré dans la marine impériale japonaise et passe plusieurs années en affectation en mer.
Alors en service dans la marine, il est envoyé en Allemagne pour étudier auprès de Heinrich Barkhausen à la Technische Hochschule (en) de Dresde. Après avoir obtenu son doctorat en ingénierie en 1929, il est promu au rang de commandant et affecté comme chercheur à l'institut naval de recherche technologique dans l'arrondissement de Meguro à Tokyo. Ouvert en 1922, cet institut n'est cependant devenu pleinement opérationnel qu'au moment de l'entrée d'Itō. Des scientifiques, ingénieurs, et techniciens de premier ordre y travaillent alors sur une grande variété d'activité visant à améliorer les capacités de la marine.
Dans cet institut, Itō travaille sur les communications radio à longue distance et désire étudier l'interaction des micro-ondes avec la couche de Kennelly–Heaviside (l'ionosphère). Il débute un projet avec un tube de Barkhausen-Kurz, puis utilise un magnétron avec une anode divisée développée par Kinjirō Okabe à l'université impériale du Tōhoku, mais la fréquence est trop instable. Fin 1932, croyant fermement que le magnétron peut devenir la principale source de micro-ondes, il commence ses propres recherches sur cette technologie, appelant son dispositif « tube électrique magnétique ».
Tsuneo Itō (dans lien avec Yōji Itō) de l'université impériale du Tōhōku met au point un magnétron avec une anode divisée en huit parties d'environ 10 W pour 10 cm (3 GHz). S’inspirant de son apparence, il le nomme Tachibana (« mandarine »). Tsuneo Itō rejoint l'institut naval de recherche technologique et poursuit ses recherches sur le magnétron aux côtés de Yōji Itō. En 1937, ils développent tous les deux la technique de couplage de segments adjacents, permettant une meilleure stabilité de la fréquence, une avancée extrêmement importante dans le développement du magnétron,.
Shigeru Nakajima, frère cadet de Yōji Itō et scientifique à la firme Japan Radio Company , étudie également le magnétron, principalement pour le marché du chauffage diélectrique (en) médical (diathermie). Une collaboration entre l'institut naval de recherche technologique et la compagnie permet d'accélérer le développement du magnétron. Début 1939, l'équipe dirigée par Yōji Itō  produit un magnétron de type mandarine (No. M3) de 10 cm (3 GHz) avec une fréquence stable et refroidissement de l'eau, et pouvant produire une puissance de 500 W.
La configuration du magnétron M3 est globalement similaire avec celle que sera plus tard mise au point par le Britannique Harry Boot au début 1940, y compris l'amélioration des cavités attachées. Cependant, contrairement au magnétron à grande puissance de Grande-Bretagne, le dispositif japonais initial ne génère seulement que quelques centaines de watts.
En 1940, Yōji Itō suggère que le magnétron puisse être utilisé dans un système anti-collision par micro-ondes, aidant les navires à naviguer en formation. L'institut naval de recherche technologique et la Japan Radio Company travaillent ensuite sur l’amélioration de la portée vers d'autres navires qui est déterminée par modulation de fréquence du magnétron. Ces recherches échouent cependant et l'institut naval de recherche technologique ne parvient pas à trouver ce que les Allemands réussissaient à faire dans ce domaine (le Japon s'étant allié avec l'Allemagne nazie et l'Italie fasciste par le pacte tripartite en 1940).
Fin 1940, le commandant Yōji Itō dirige une mission d'échange technique en Allemagne. Parlant couramment allemand et étant titulaire d'un doctorat de la Technische Hochschule de Dresde, il est particulièrement bien reçu. Restant plusieurs mois sur place, il réalise l'avancée allemande dans les équipements radio à modulation d'impulsions pour détecter et communique immédiatement au Japon que cette technologie doit être incorporée dans les recherches de l'institut naval de recherche technologique et de la Japan Radio Company. Le 2 août 1941, avant le retour d'Itō au Japon, des fonds sont alloués au développement d'équipement à modulation d'impulsions, le radar japonais.
Les Allemands n'ont pas encore mis au point de magnétrons utilisables avec tous les systèmes et leur équipement ne fonctionne que dans la région VHF. L'institut naval de recherche technologique suit le modèle allemand et met au point un prototype VHF de 4,2 m (71MHz), produisant une puissance de 5kW. Début septembre 1941, l'appareil permet de détecter un bombardier se situant à 97 km. Ce système, qui est le premier radar japonais, est nommé Mark 1 Modèle 1 et entre rapidement en production.
En parallèle avec son travail sur la VHF, Yōji Itō poursuit ses études des applications du magnétron, mettant au point le premier radar micro-ondes à modulation d'impulsions du Japon, produisant un maximum de 2.0kW. Un prototype est testé en octobre 1941 et différentes versions pour navires et sous-marins entrent rapidement en production. Les officiers de la marine favorisent alors l'utilisation d'équipement à micro-ondes car avec des rayons très étroits, ils sont moins vulnérables à l'interception.
Le 7 décembre 1941, le Japon lance l'attaque sur Pearl Harbor et commence la guerre avec les États-Unis. Yōji Itō devient chef de département à l'institut naval de recherche technologique et est promu capitaine. Durant la guerre, il est responsable de nombreux développements du système de radar VHF mais est surtout particulièrement fier de son équipement à micro-ondes. Il dirige personnellement le développement du premier système de détection aérien du Japon produisant une puissance de 2kW et pesant 70 kg. Il est conçu pour le chasseur nocturne Gekko. Il travaille également sur les contre-mesures du Japon, en raison principalement de la détection des navires et avions japonais par les radars américains.
Le développement du magnétron se poursuit à l'institut naval de recherche technologique, augmentant de plus en plus sa puissance. Yōji Itō et d'autres chercheurs en viennent à penser que cet appareil peut être utilisé en tant qu'arme, encouragés par un article de journal sur Nikola Tesla qui aurait inventé un rayon de la mort qui « pourrait abattre des escadrons d'avions à 250 milles de distance ». En 1943, le développement d'un rayon de la mort Ku-go commence dans le plus grand secret.
Un laboratoire spécial est installé à Shimada dans la préfecture de Shizuoka pour développer un magnétron à grande puissance, mais pas aussi puissant que celui prétendument inventé par Tesla, mais pouvant au moins neutraliser un avion. Un certain nombre de physiciens japonais de premier plan y participent. Un magnétron de 20cm produisant 100kW est mis au point, et à la fin de la guerre, une unité de 1000kW (1MW) est en test préliminaire. À ce moment, le développement est terminé et l'équipement ainsi que toute la documentation à son sujet sont détruits pour ne pas tomber dans les mains des Américains.
Lors de la reddition du Japon, le 15 août 1945, toutes les institutions, installations, et projets militaires japonais sont dissous. Les scientifiques et ingénieurs, ainsi que les officiers techniques militaires, travaillant dans les communications et les radars formeront la base de la future industrie électronique japonaise. Le capitaine Yōji Itō fait partie de ce groupe d'individus.
En 1947, dans l'espoir de trouver une application pacifique aux techniques développées en temps de guerre, Itō fonde la compagnie d'électronique Koden, une filiale de la Japan Radio Company. Parmi les premiers produits conçus se trouvent une série de radiogoniomètres pour la navigation des petits bateaux, ainsi qu'un détecteur électronique de poissons qui a révolutionné l'industrie japonaise de la pêche commerciale. Malheureusement, Itō décède en 1955 mais l'entreprise continue d'être un fournisseur mondial d'équipements électroniques marins.

## Sources de la traduction
- (en) Cet article est partiellement ou en totalité issu de l’article de Wikipédia en anglais intitulé « Yoji Ito » (voir la liste des auteurs).